# Кобылкин, Дмитрий Николаевич
Дми́трий Никола́евич Кобы́лкин (род. 7 июля 1971, Астрахань) — российский государственный и политический деятель. Председатель комитета Государственной Думы по экологии, природным ресурсам и охране окружающей среды с 12 октября 2021 года. Член Бюро Высшего совета партии «Единая Россия».
Исполняющий обязанности заместителя секретаря Генерального совета партии «Единая Россия» (11 ноября 2020 — 4 декабря 2021). Министр природных ресурсов и экологии Российской Федерации (18 мая 2018 — 9 ноября 2020) (исполняющий обязанности с 15 по 21 января 2020), был отправлен в отставку указом президента Российской Федерации Владимира Владимировича Путина, со слов официального представителя кремля Дмитрия Пескова это ротационный процесс не связанный с неисполнением им поручений президента России.
Губернатор Ямало-Ненецкого автономного округа с 16 марта 2010 по 18 мая 2018 (и. о. губернатора Ямало-Ненецкого автономного округа с 12 марта по 1 октября 2015). По результатам 2014 года Кобылкин занял первое место в рейтинге эффективности губернаторов России, составленном Фондом развития гражданского общества.
Из-за вторжения России на Украину, находится под санкциями Евросоюза, США и ряда других стран.

## Биография
Дмитрий Кобылкин родился 7 июля 1971 года в городе Астрахань в семье инженеров-геофизиков.
В 1993 году окончил Уфимский государственный нефтяной технический университет по специальности «горный инженер-геофизик».
Трудовую деятельность Кобылкин начал в геофизическом объединении «Шельф» в  Геленджике. В ноябре 1993 года был приглашён в Ямало-Ненецкий автономный округ, в Тарасовское управление геофизических работ, где до марта 1994 года работал инженером комплексной геофизической партии.
С апреля 1994 по май 1995 года Кобылкин работал геологом Таркосалинской нефтегазоразведочной экспедиции.
С октября 1996 по май 2001 года Кобылкин продолжил свою трудовую деятельность в системе ОАО «Пурнефтегазгеология»; занимал должности директора по персоналу, первого заместителя генерального директора. В этот период являлся членом Советов директоров девяти нефтегазовых компаний и предприятий.
С 2000 года Кобылкин руководил разработкой Ханчейского месторождения и организацией нефтегазодобывающего производства. В мае 2001 года назначен генеральным директором ООО «Ханчейнефтегаз».

### Административная карьера
В октябре 2002 года глава Пуровского района Ямало-Ненецкого автономного округа Анатолий Острягин назначил 31-летнего Кобылкина своим первым заместителем.
В 2003 году Кобылкин окончил институт профессиональной переподготовки Уральской академии государственной службы по специальности «государственное и муниципальное управление».
В августе 2005 года Острягин был назначен первым заместителем губернатора ЯНАО и покинул должность главы Пуровского района. С августа 2005 года обязанности главы исполнял Кобылкин. Были назначены выборы, которые состоялись 23 октября 2005 года. Кобылкин набрал 77,24 % голосов избирателей и таким образом был избран.
В 2009 году включён в кадровый резерв президента Российской Федерации.

## Губернатор Ямало-Ненецкого автономного округа
17 февраля 2010 года губернатор Ямало-Ненецкого автономного округа Юрий Неёлов заявил, что принял решение покинуть свой пост, который он занимал более 16 лет. Он обратился к президенту России Дмитрию Медведеву, чтобы он не рассматривал его кандидатуру на новый, четвёртый срок. 22 февраля Медведев внёс на рассмотрение законодательного собрания Ямало-Ненецкого автономного округа кандидатуру Кобылкина для наделения его полномочиями губернатора. 3 марта депутаты Законодательного собрания Ямало-Ненецкого автономного округа, на внеочередном 74 заседании, единогласно проголосовали за кандидатуру Кобылкина. 16 марта в столице автономного округа Салехарде состоялась торжественная инаугурация.
С 18 декабря 2010 по 5 июля 2011, с 3 октября 2013 по 9 апреля 2014 и с 22 ноября 2017 по 18 июля 2018 — член президиума Государственного совета Российской Федерации.
С 12 марта 2015 года Кобылкин был временно исполняющим обязанности губернатора. 1 октября 2015 года депутатами Законодательного собрания Ямало-Ненецкого автономного округа Кобылкин вновь избран губернатором региона.
В рейтинге эффективности губернаторов, опубликованном в октябре 2015 года Фондом развития гражданского общества, Кобылкин занял первое место.
С 18 мая 2018 министр природных ресурсов и экологии Российской Федерации. С 9 ноября 2020 года первый заместитель руководителя избирательного штаба «Единой России» на выборах в Госдуму. 

## Государственная Дума
В декабре 2011 года Кобылкин участвовал в выборах в Государственную думу шестого созыва. Он возглавил региональный список от Ямало-Ненецкого автономного округа, выдвинутый партией «Единая Россия». Был избран, однако отказался от депутатского мандата, который был передан Григорию Ледкову.
19 сентября 2021 года избран депутатом Государственной Думы Федерального собрания Российской Федерации VIII созыва. 12 октября 2021 года избран председателем комитета Государственной Думы по экологии, природным ресурсам и охране окружающей среды.

## Санкции
30 сентября 2022 года, на фоне вторжения России на Украину, внесён в санкционный список США в ответ на «фиктивные референдумы» и «аннексию территорий Украины российскими оккупационными силами». Государственный департамент отмечает что депутаты единогласно приняли закон о фейках, а некоторые депутаты сыграли ключевую роль в распространении российской дезинформации о войне.
16 декабря 2022 года внесён в санкционные списки Евросоюза, так как поддерживал и реализовывал действия и политику, которые подрывают территориальную целостность, суверенитет и независимость Украины и еще больше дестабилизируют Украину.
23 февраля 2023 года включён в санкционный список Канады «соратников режима», так как он «голосовал за законодательство связанное с вторжением и попыткой аннексии четырех регионов Украины».
По аналогичным основаниям находится под санкциями Новой Зеландии, Украины и Швейцарии.

## Семья
Жена — Галия Минировна Кобылкина. В семье две дочери и сын: Николай (род. 1999), Софья (род. 1992) и Елизавета (род. 2005).

## Награды
- Медаль «За отличие в ликвидации последствий чрезвычайной ситуации» (МЧС)
- Медаль ордена «За заслуги перед Отечеством» II степени (2012)[11][7][10]
- Премия правительства РФ в области науки и техники (2012) — за комплекс новых методов контроля разработки газовых и газоконденсатных месторождений, минимизирующих техногенное воздействие на окружающую среду[7].
- Почётная грамота Торгово-промышленной палаты (2013)
- Медаль «За верность Северу» (2015, Ассоциация коренных малочисленных народов Севера, Сибири и Дальнего Востока Российской Федерации)
- Орден Святого благоверного князя Даниила Московского III степени (2015, РПЦ)[7]
- Орден Дружбы (2015)[7]
- Орден Почёта (2017)[35]
- Почётная награда МИД России — за вклад в международное сотрудничество (2016)
- Благодарность Председателя Совета Федерации Федерального собрания (2017)
- Медаль «За заслуги перед Республикой Карелия» (8 июня 2020) — за заслуги перед Республикой Карелия и её жителями, большой вклад в социально-экономическое развитие республики и активную работу в составе Государственной комиссии по подготовке к празднованию 100-летия образования Республикой Карелия[36]
- Медаль «Полярная звезда»[37]
- Почётный гражданин ЯНАО (2020)[1]
- Почётный гражданин Республики Калмыкия (2020)[38].
- именное оружие от ФСИН РФ (июль 2014)[39]

## Собственность и доходы
В 2017 году семейный доход  составил 24,5 млн рублей.
С семейным доходом за 2011 год в размере 22,9 млн рублей Кобылкин занимал седьмую строчку в рейтинге доходов руководителей российских регионов. В 2010 году семейный доход губернатора составил сумму 14,2 млн рублей.

## Критика
9 ноября 2017 года Новая газета сообщила, что в Ямало-Ненецком автономном округе ввели в эксплуатацию «Инвестиционно-инновационный объект», в числе аксессуаров которого находится уникальный унитаз стоимостью 8 376 149 рублей (по документам — «Дизайн-проект фарфор белоснежный Венеция»). Объект располагается на территории гостинично-транспортного комплекса «Ямальский», являющегося государственным учреждением. Основным пользователем комплекса является губернатор Кобылкин и его семья. 11 ноября 2017 года представитель пресс-службы Кобылкина сообщил, что совершён подлог документов о работах в гостиничном комплексе, в котором глава региона не проживает.
В ноябре 2018 года разразился скандал, связанный с недопустимыми условиями содержания косаток и белух в центре адаптации морских млекопитающих ТИНРО-Центра (ЦАММ ТИНРО-Центра) в бухте Средняя, который журналисты назвали «китовой тюрьмой». Был возбуждён ряд уголовных и административных дел. Губернатор Приморского края Олег Кожемяко и глава Минприроды Кобылкин предложили решение: они пригласили сына французского учёного, основателя современной океанологии Жака-Ива Кусто — Жана-Мишеля Кусто возглавить независимую международную экспертную комиссию, заключение которой призвано поставить точку в скандальном резонансном деле «китовой тюрьмы». Учёный принял приглашение. В начале апреля 2019 года комиссия Ж.-М. Кусто прибыла в Россию. Вместе с Кожемяко и Кобылкиным команда Кусто приступила к изучению ситуации на месте. Была предложена совместная идея на месте и на базе ЦАММ ТИНРО-Центра создать современный реабилитационный центр для животных, цель которого — восстановить здоровье адаптировать белух и косаток, содержащихся там, к самостоятельной жизни в океане, восстановить их природные инстинкты и подготовить их к выпуску в естественную среду обитания.